# Kronach
Kronach  är en stad i Landkreis Kronach i Regierungsbezirk Oberfranken i förbundslandet Bayern i Tyskland. Folkmängden uppgår till cirka 17 000 invånare.
Staden ligger i utkanten av bergsområdet Frankenwald.